# La Gran Lucha (Buctzotz)
La Gran Lucha es una localidad de Yucatán en México, localizada en el municipio de Buctzotz.

## Demografía
Según el censo de 2010 realizado por el INEGI, la población de la localidad era de 236 habitantes.